# Jean Dries
Jean Dries (Bar-le-Duc, 19 ottobre 1905 – Parigi, 26 febbraio 1973) è stato un pittore francese.

## Biografia
Nato con le rivoluzioni "fauve" e cubista, ma libero di ogni legame ideologico con qualsiasi scuola, innamorato dei luoghi dove viveva, ma libero di ogni legame strettamente regionalistico, Jean Dries ha attraversato nel suo studio numerose esperienze plastiche : "impressionista" in Argentina (1940-1942), "fauve" nell'immediato dopoguerra ("periodo rosso" degli anni 1944-1947), più "cubista" negli anni 1950-1960, poi di nuovo "fauve" alla fine della sua vita, la sua opera è varia, certo, ma sempre autenticamente personale, guidata da due principi fondamentali : restare fedeli alle lezioni della natura – da lì il suo rifiuto dell'astrazione, troppo "cerebrale" a parer suo – e diffidare dell'abilità, "Quella terribile abilità che ti viene a forza di guardare, di imparare".

### Le origini (1905-1925)
Se Jean Dries è nato il 19 ottobre del 1905 in Lorena (a Bar-le-Duc) è alle vicissitudini della storia che lo deve. La sua famiglia che era originaria dei dintorni di Colmar, aveva scelto la Francia nel 1871, dopo l’annessione dell’Alsazia alla Germania. Niente predisponeva il giovane Driesbach a diventare un artista, anche se fin da giovanissimo cominciò a disegnare, quando nel 1921 un incidente lo immobilizzò per otto mesi. Per ingannare la noia, si mise a disegnare, a dipingere e a leggere libri d'arte. Quando si fu ristabilito, fu incoraggiato dal professore di filosofia che gli fece incontrare il pittore Jules Emile Zingg, e dalla città natale che gli permise di continuare gli studi a Parigi, concedendogli un prestito d'onore. Però non dimenticò mai le lezioni della natura, con le foreste dalla luce smorzata che gli piacevano tanto, e la sua breve esperienza nel laboratorio di un maestro vetraio di Bar-le-Duc : i contorni rossi o neri che sottolineeranno più tardi i suoi motivi ricordano le trafile di piombo delle vetrate.

### La formazione (1925-1930)
Il giovane Jean Driesbach entrò all'Accademia di Belle Arti di Parigi (nei laboratori dell'incisore Laguillermie, e poi del pittore Lucien Simon). Vi strinse salde amicizie con futuri artisti, futuri medici o ingegneri che presero tutti l'abitudine di chiamarlo Dries... ne fece il suo nome d'arte. È l'epoca dei musei e dei primi contatti diretti con gli artisti che conosceva fino allora solo dai libri : Cézanne, e Courbet, per il secolo XIX, Michelangelo, Tiziano, Veronese, Tintoretto per il Rinascimento italiano, El Greco e Velàzquez per il "secolo d'oro" spagnolo. È anche l'epoca dei primi viaggi verso il sud della Francia o verso Londra dove per caso scopre la pittura olandese in una mostra (Rembrandt, Van Gogh). Ma non è facile campare per un giovane artista : anche se riesce a vendere qualche opera agli amici, Dries deve dedicarsi a lavori "per mangiare" come diceva egli stesso : ritocchi a incisioni, decorazione di bomboniere, sanguigna "nel gusto del secolo XVIII", ecc.

### Il riconoscimento (1930-1940)
L'inizio degli anni '30 segna il riconoscimento di Jean Dries come pittore : espone nei saloni dal 1928 (Salone degli Indipendenti, Salone d’Autunno), e nel 1929 allestisce la sua prima mostra personale nella scala della Comédie des Champs Elysées (47 dipinti e acquerelli). Nel 1930, lo stato gli compra un "sottobosco" : è il primo di una lunga serie di acquisti. Nel mese di aprile 1932, in L'arte e gli artisti, lo scrittore Daniel-Rops gli dedica un primo articolo. E nel corso di un memorabile incontro, nel 1936, Vlaminck gli dichiara : "niente male questa carpa, lei è un pittore !". Così si può sistemare a Parigi, dove fa venire la sua famiglia, in viale Paul Appel, poi in viale Ernest Reyer, vicino vicino alla "zona" dove ritrova gli alberi e i giardini che gradisce così tanto. Quella è anche l'epoca dei primi contatti con la Normandia e con Honfleur, dove si sistema nel 1936. Ma gli ci vorrà tempo per apprezzare le luci tutte sfumature dell'estuario della Senna. Perché questo normanno di adozione non vuole perdere il contatto con il sole e i cieli luminosi del Sud. Viaggia molto, in direzione della Spagna, del sud della Francia, dell'Italia, delle Alpi e della Svizzera. Ogni estate o quasi compie un viaggio in compagnia dei suoi amici.

### La maturità (1940-1973)
Jean Dries si sposa alla fine del 1939. Non può essere mobilitato per ragioni di salute. Lo stato gli propone di organizzare all'università di Mendoza, in Argentina, la sezione pittura. Malgrado la sua reticenza, - dalle due brevi esperienze di professore di disegno, a Setif nel 1935, e poi a Langrune nel 1939, aveva tratto la conclusione, "Ho proprio altro da fare" - accetta e si imbarca il 24 aprile 1940 a Marsiglia. Ma la simpatica accoglienza degli argentini non può attenuare la sua preoccupazione per la famiglia rimasta in Francia ! Dopo essere sbarcato a Buenos Aires nel mese di giugno 1940, decide, dopo un anno d'insegnamento, e malgrado le proposte dell'università, di raggiungere la Francia nel mese di dicembre del 1941. Dopo una permanenza di qualche mese in Portogallo, eccolo che torna a Parigi, dove si sestema definitivamente al numero 15 del Quai d'Anjou, sull'Isola Saint-Louis, e riprende il suo unico vero mestiere : la pittura. Divide ormai la sua esistenza tra Parigi, la città che ha scelto e dove si trova il suo studio, e Honfleur a cui è sempre più legato affettivamente. Vi stringe legami forti con numerosi artisti, con i quali fonderà la "Società degli artisti di Honfleur" (1949) e anche con amici fedeli, con i quali fonderà nel 1956 la "Società degli amici del Museo Eugène Boudin", un museo di cui era dal 1953 conservatore "interinale" (lo sarà fino alla fine della sua vita nel 1973 !) Era però troppo affezionato alla luce mediterranea per rinunciare ai viaggi, diretti preferibilmente verso il sud dell'Europa, anche se gli spostamenti diventarono più difficili dopo l'arrivo di un figlio, nel 1949.
Così, dopo aver percorso tutta la Provenza, vi scoprirà il paese di Aurel che diventerà, a partire dal 1965, la sua terza città. Finalmente, alla sera della sua vita, la città di Parigi, che gli assegna nel 1958 il Gran Premio di Belle Arti per la pittura, e lo stato, che lo innalza nel 1962 alla dignità di cavaliere della Légion d’honneur, lo riconoscono come artista e difensore delle arti. Muore il 26 febbraio 1973, in pieno lavoro poiché lascia incompiuta un'ultima opera : "La montagna Sainte Victoire", un omaggio a uno dei suoi maestri : Paul Cézanne.

## Jean Dries nei musei
À Paris : 	
- Musée national d’art moderne : Les poires sur la table Archiviato il 17 febbraio 2017 in Internet Archive., Le port de Saint-Tropez Archiviato il 17 febbraio 2017 in Internet Archive.
- Musée du Domaine départemental de Sceaux : L'église de Morienval Archiviato l'8 febbraio 2016 in Internet Archive.
- Fonds national d'art contemporain
- Fond Municipal d'Art Contemporain de Paris

En province : 
- Museo di Grenoble: Le bonheur à Deauville
- Musée de Riom : Nature morte à la clarinette
- Médiathèque de Deauville[7] : Sur la plage à Deauville[8]

Et surtout à Honfleur, au Musée Eugène-Boudin, qui dispose à ce jour de la plus importante collection de Dries.
À l'étranger :
- Musée de Mendoza
- Musée de Buenos Aires

nel museo Eugène Boudin della città di Honfleur